# 波洛夫拉吉鄉

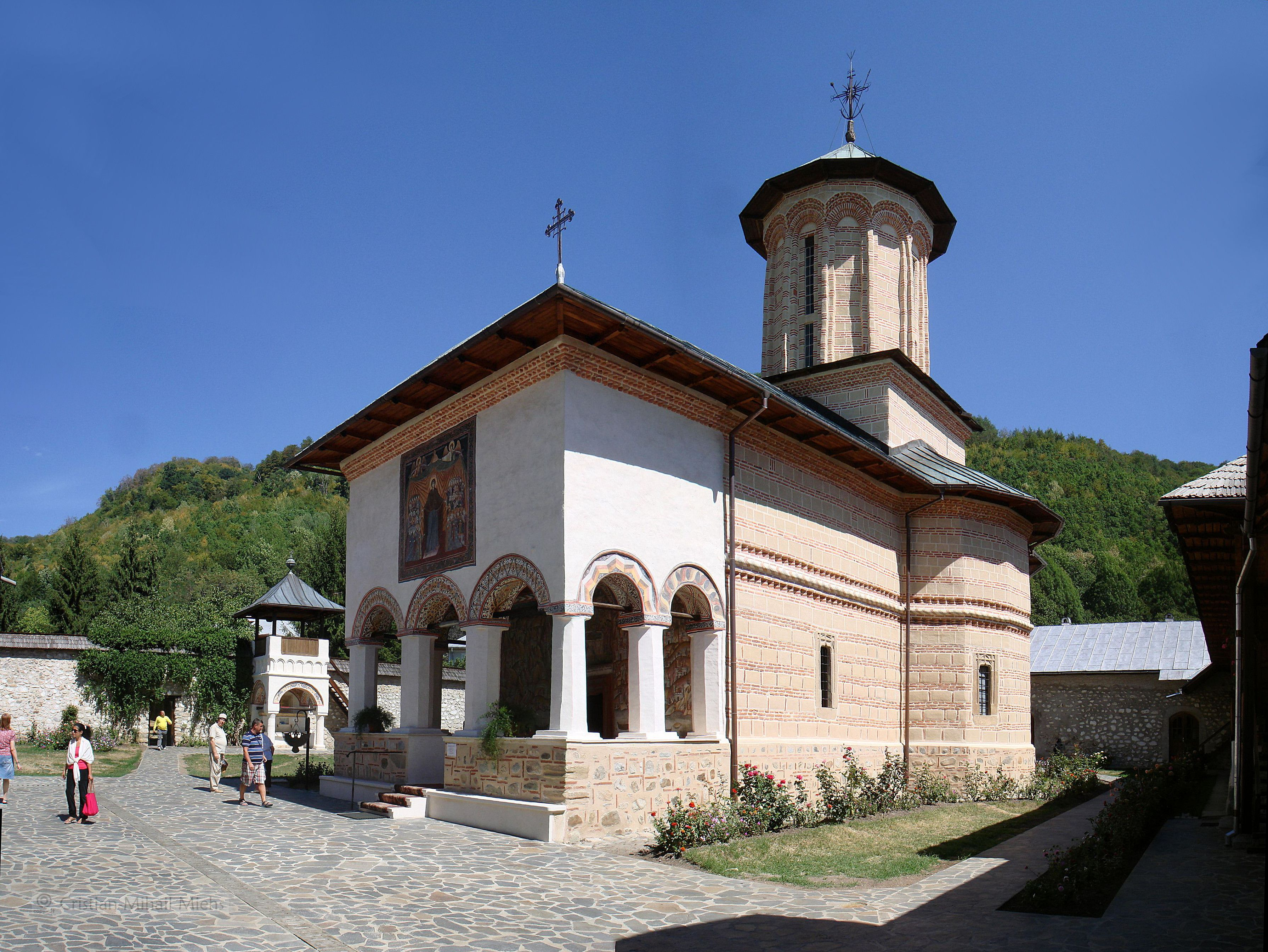

45°11′N 23°48′E / 45.183°N 23.800°E
波洛夫拉吉鄉（羅馬尼亞語：Comuna Polovragi, Gorj），是羅馬尼亞的鄉份，位於該國西南部，由戈爾日縣負責管轄，面積85平方公里，海拔高度592米，2007年人口2,948，人口密度每平方公里35人。